# Ленуар, Уильям Бенджамин
Уильям Бенджамин «Билл» Ленуар (англ. Lenoir William «Bill» Benjamin; род. 14 марта 1939, Майами, Флорида — 26 августа 2010) — американский астронавт и инженер. Совершил один космический полёт (1982) и провёл в космосе 5 суток.

## Биография и научная карьера
Родился 14 марта 1939 года в Майами, штат Флорида. Является потомком генерала Уильяма Ленуара (1751—1839). Окончил начальную и среднюю школу в городе Корал Гэбл. В 1961 г. окончил Массачусетский технологический институт (Massachusetts Institute of Technology) и получил степень бакалавра наук по электротехнике. В 1962 г. в том же институте получил степень магистра, а в 1965 г. защитил диссертацию и получил степень доктора наук.
В 1962—1963 гг. работал младшим инженером-электриком, в 1964—1965 гг. — преподавателем в Массачусетском технологическом институте. В 1965 г. стал доцентом кафедры электротехники. Занимался не только преподавательской работой, но и участвовал в обработке научных результатов, полученных от проводимых на искусственных спутниках экспериментов.

## Космические полёты
4 августа 1967 года, был одним из одиннадцати учёных (Scientist-Astronaut), зачисленных в отряд астронавтов НАСА во время 6-го набора. Прошёл начальную летную подготовку на базе ВВС Логлин (Laughlin AFB) в Техасе.
Был включён в дублирующий экипаж второй и третьей экспедиции на орбитальную станцию «Скайлэб» (экипажи Скайлэб-3 и Скайлэб-4) в качестве пилота-учёного, был назначен пилотом в отмененный полёт Скайлэб-5. В 1974—1976 гг. — руководитель группы по разработке спутниковых энергетических установок (Satellite Power Team).
Работал по программе Space Shuttle в области планирования операция на орбите, тренировок, внекорабельной деятельности, вывода на орбиту и снятия с неё для возвращения на Землю различных спутников. Прошел подготовку в качестве специалиста полета, и получил назначение в экипаж STS-5, во время которого планировалось осуществить первый коммерческий запуск спутника.
Космический полёт состоялся 11-16 ноября 1982 года во время миссии Колумбия STS-5 на корабле «Колумбия». Продолжительность полёта 5 суток 2 часа 14 минут.
- Эмблема космической миссии

## Последующая карьера
После ухода из отряда астронавтов НАСА в сентябре 1984 года начал работать в консалтинговой фирме Booz Allen Hamilton в городе Арлингтон, штат Виргиния.
В 1989—1992 годах работал помощником руководителя космических полётов (Administrator for Space Flight) в штаб-квартире НАСА в Вашингтоне. С апреля 1992 г. работал вице-президентом Отдела прикладных наук (Applied Systems Division) в корпорации Booz Allen Hamilton в городе Бетесда (Мэриленд) Оставался в этой должности до отставки в 2000 году.

## Награды
Награждён медалью НАСА «За исключительные заслуги» (NASA Exceptional Service Medal) и медалью НАСА «За космический полет» (NASA Space Flight Medal).